# Maria Clementina Sá
Maria Clementina Sá (Faro, 1897 - Lisboa, 1947), foi uma actriz portuguesa de teatro e cinema.

## Biografia
Estreou-se no Teatro da Trindade na opereta A Bela Risota, em 1919. Trabalhou também no Chiado Terrasse, no teatro Politeama (na Companhia Amélia Rey Colaço-Robles Monteiro), assim como no Teatro Nacional D. Maria II. 
Em cinema, ainda no tempo do "mudo", trabalhou em dois filmes de Georges Pallu (1922 e 1924) e num de António Pinheiro.
Já no tempo do cinema "sonoro" entrou num filme de Bárbara Virgínia (pseudónimo da cineasta Maria de Lurdes Dias Costa).

## Filmografia
Fez parte do elenco dos filmes: 
- Destino (1922), de Georges Pallu
- Tinoco em Bolandas (1924), de António Pinheiro
- A Tormenta (1925), de Georges Pallu
- Três Dias Sem Deus (1945), de Bárbara Virgínia [3]